# Camelinopsis campylopoda
Camelinopsis campylopoda là một loài thực vật có hoa trong họ Cải. Loài này được (Bornm. & Gauba) A.G.Mill. mô tả khoa học đầu tiên năm 1978.